# Rúnar Már Sigurjónsson
En aquest nom islandès, el darrer nom és un patronímic, no pas un cognom. La manera de referir-se a aquesta persona és pel nom de pila.
Runar Már Sigurjónsson (Sauðárkrókur el 18 de juny de 1990) és un jugador de futbol que juga com a migcampista amb el GIF Sundsvall.